# 欧阳可亮

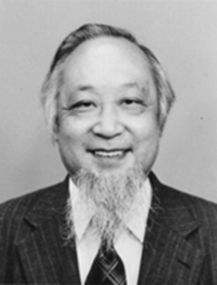
欧阳可亮，1980年5月摄

欧阳可亮（1918年5月23日—1992年5月1日）是一位中國科學家和教育家。1954年，他應邀赴日本編寫《中日詞典》，此後一直活躍於日本。

## 生平
欧阳可亮生於1918年第一次世界大戰結束時，香山縣（今中山市）大嶺村人，清末民初外交官欧阳庚（1858年6月12日至1941年2月5日）的第二子，他出生時，父親已經60歲， 母親陳錦梅（1899年5月8日至1974年10月13日）是畫家。
日中戰爭時，歐陽可亮曾在上海同文書院擔任中國語教師。同文書院是日本人經營的學校。戰爭結束後，謠傳說曾在日本學校任職的中國人，將以漢奸的罪名遭受逮捕；於是，1945年11月來他避難到台灣。通過簡單的審查，被任命為台北州立第二初中的接收委員。在台北「大同工業職校」擔任教師。
1947年228事件發生後，因被懷疑是共產黨員，3月13日清晨被國民黨軍從家中帶往大直處決，幸得國語禮拜堂向翁節敦牧師求助於國語禮拜堂副主任委員范誦堯，而獲得「槍下留人」的機會，被關入警備總部第二處所在的西本願寺，被要求承認誣告，受盡酷刑。同牢的王育霖慘死，歐陽可亮透過文官長吳鼎昌和與白崇禧隨行來台的總務處長張鶴齡的說項、大同的張永聲經理當保人，萬幸逃得一命，出獄後，身兼訓練總隊長和綠島集中營主任的第二處處長姚虎臣，向他要一百兩黃金，歐陽可亮先付了五十兩，剩下五十兩分期付款，每個月要算兩成的利息，因還不出錢，不得已把基隆的房子交出來抵債，搬去台北住，1954年逃到日本為止，都沒有在台灣擁有自己的房子。
1959年，歐陽可亮在日本的國際東方學者會議遇到王育德，將其兄王育霖在死在西本願寺中的寺告知王育德。王育德詢問他詳情，但直1977年，歐陽可亮才敢將當年的詳情告知王育德。
1980年11月13日，他因腦溢血而嚴重殘疾，但他對甲骨文獻研究的熱情並未減弱，他被譽為左手寫作的大師。
1992年5月1日，在日本東京逝世。